# Mia-mia
Una mia-mia és un refugi temporal fet d'escorça, branques, fulles i herba utilitzat per alguns indígenes australians. La paraula també s'utilitza en anglès australià per significar "un refugi temporal". Procedent de la llengua wathawurrung, el terme també s'utilitza a Nova Zelanda, on s'acostuma a escriure mai-mai i té el significat lleugerament diferent d'un refugi o amagatall utilitzat per un caçador d'ànecs.